# Foot Ball Club Liberty 1923-1924
Questa pagina raccoglie i dati riguardanti il Foot Ball Club Liberty nelle competizioni ufficiali della stagione 1923-1924.

## Rosa
| N. |                   | Ruolo | Calciatore          |
| -- | ----------------- | ----- | ------------------- |
|    | Italia (bandiera) |       | Calvani             |
|    | Italia (bandiera) |       | Capobianchi         |
|    | Italia (bandiera) | P     | Florindo Cervini    |
|    | Italia (bandiera) |       | Chiocchetti         |
|    | Italia (bandiera) | A     | Raffaele Costantino |
|    | Italia (bandiera) | C     | Gaetano De Marzo    |
|    | Italia (bandiera) | D     | Antonio Lella       |
|    | Italia (bandiera) |       | Lella III           |
|    | Italia (bandiera) |       | Lembo               |

| N. |                   | Ruolo | Calciatore          |
| -- | ----------------- | ----- | ------------------- |
|    | Italia (bandiera) | D     | Gaetano Loiacono    |
|    | Italia (bandiera) |       | Maselli             |
|    | Italia (bandiera) |       | Lorenzo Mastroserio |
|    | Italia (bandiera) | D     | Vito Minunno        |
|    | Italia (bandiera) |       | Pansini             |
|    | Italia (bandiera) | A     | Luigi Perilli       |
|    | Italia (bandiera) |       | Sartoris            |
|    | Italia (bandiera) | C     | Salvatore Vescina   |

## Risultati

### Prima Divisione

#### Girone pugliese

##### Girone di andata
| Arbitro: | Argento (Napoli) |

|             |           |  |
| Manzoni 53’ | Marcatori |  |

| Bari 18 novembre 1923 2ª giornata | Liberty             | 2 – 0 A tav. | Pro Italia | \| Arbitro: \| Cascella (Brindisi) \| |
| Arbitro:                          | Cascella (Brindisi) |              |            |                                       |

| Arbitro: | De Michele (Taranto) |

|                         |           |  |
| Perilli 48’ Vescina 60’ | Marcatori |  |

| Arbitro: | Palumbo (Taranto) |

|              |           |                     |
| Marinelli 4’ | Marcatori | 31’ (rig.) Sartoris |

| Arbitro: | Paolini (Ancona) |

|             |           |                                |
| Perilli 16’ | Marcatori | 31’, 68’ Ugenti 36’ Guidobaldi |

##### Girone di ritorno
| Bari 16 dicembre 1923 6ª giornata | Liberty          | 0 – 0 | Audace Taranto | \| Arbitro: \| Cugnini (Ancona) \| |
| Arbitro:                          | Cugnini (Ancona) |       |                |                                    |

| Arbitro: | Campanella (Taranto) |

|                                                      |           |  |
| Stacciola 18’ Cazzato 42’ De Pasquale III 68’ (rig.) | Marcatori |  |

| Arbitro: | Torro (Taranto) |

|             |           |                             |
| De Luca 52’ | Marcatori | 85’ Vescina 90’ Mastroserio |

| Arbitro: | Galassi (Roma) |

|                                     |           |              |
| Costantino 21’ Mastroserio 65’, 85’ | Marcatori | 35’ Miraglia |

| Arbitro: | Barra (Napoli) |

|                      |           |             |
| Ugenti 30’, 64’, 73’ | Marcatori | 68’ Perilli |

## Statistiche

### Statistiche di squadra
| Competizione                      | Punti | In casa | In casa | In casa | In casa | In casa | In casa | In trasferta | In trasferta | In trasferta | In trasferta | In trasferta | In trasferta | Totale | Totale | Totale | Totale | Totale | Totale | DR |
| Competizione                      | Punti | G       | V       | N       | P       | Gf      | Gs      | G            | V            | N            | P            | Gf           | Gs           | G      | V      | N      | P      | Gf     | Gs     | DR |
| --------------------------------- | ----- | ------- | ------- | ------- | ------- | ------- | ------- | ------------ | ------------ | ------------ | ------------ | ------------ | ------------ | ------ | ------ | ------ | ------ | ------ | ------ | -- |
| Prima Divisione - girone pugliese | 10    | 5       | 3       | 1       | 1       | 8       | 4       | 5            | 1            | 1            | 3            | 4            | 9            | 10     | 4      | 2      | 4      | 12     | 13     | -1 |

### Statistiche dei giocatori
| Giocatore     | Prima Divisione | Prima Divisione |
| Giocatore     | Presenze        | Reti            |
| ------------- | --------------- | --------------- |
| Calvani       | 5               | 0               |
| Capobianchi   | 1               | 0               |
| F. Cervini    | 10              | -13             |
| Chiochhetti   | 2               | 0               |
| R. Costantino | 10              | 1               |
| Curatolo      | 1               | 0               |
| De Marzo      | 4               | 0               |
| Lella (II)    | 2               | 0               |
| Lella (III)   | 10              | 0               |
| Lembo         | 2               | 0               |
| Loiacono      | 3               | 0               |
| Maselli       | 7               | 0               |
| Mastroserio   | 9               | 3               |
| V. Minunno    | 7               | 0               |
| Pansini       | 7               | 0               |
| Perilli       | 10              | 3               |
| Sartoris      | 10              | 1               |
| Vescina       | 10              | 2               |